# Unione Sportiva Grosseto 1963-1964
Questa pagina raccoglie le informazioni riguardanti l'Unione Sportiva Grosseto nelle competizioni ufficiali della stagione 1963-1964.

## Rosa
| N. |                   | Ruolo | Calciatore         |
| -- | ----------------- | ----- | ------------------ |
|    | Italia (bandiera) | C     | Battista Buizza    |
|    | Italia (bandiera) |       | Cesero             |
|    | Italia (bandiera) | A     | Pier Luigi Cignani |
|    | Italia (bandiera) | P     | Arnaldo Di Mascio  |
|    | Italia (bandiera) | C     | Claudio Dominici   |
|    | Italia (bandiera) | A     | Antonio Falchi     |
|    | Italia (bandiera) | C     | Enzo Giannini      |
|    | Italia (bandiera) | D     | Carlo Giussani     |
|    | Italia (bandiera) | A     | Roberto Marconi    |

| N. |                   | Ruolo | Calciatore           |
| -- | ----------------- | ----- | -------------------- |
|    | Italia (bandiera) | C     | Giandomenico Morandi |
|    | Italia (bandiera) | D     | Aldo Nardi           |
|    | Perù (bandiera)   | C     | Hugo Natteri         |
|    | Italia (bandiera) | C     | Nilo Palazzoli       |
|    | Italia (bandiera) | A     | Antonio Pellis       |
|    | Italia (bandiera) | D     | Franco Rampazzo      |
|    | Italia (bandiera) | D     | Battista Tresoldi    |
|    | Italia (bandiera) | A     | Carlo Zecchini       |
|    | Italia (bandiera) | A     | Eliseo Zerlin        |